# Oratorio di San Guglielmo al Padule
L'oratorio di San Guglielmo al Padule era un edificio religioso situato a ovest della città di Grosseto, nei pressi dell'area palustre che introduceva all'antico lago Prile.
L'edificio religioso era un isolato luogo di preghiera appartenuto ai Guglielmiti, quasi certamente annesso ad altri edifici rurali. Le sue origini risalgono al periodo medievale, ma tuttora non è stato possibile identificare con precisione quello che era l'esatto luogo di ubicazione.
L'oratorio versava in pessime condizioni già alla fine del Cinquecento secondo alcuni documenti; risulta probabile pertanto un graduale degrado che ha portato l'edificio prima allo stato di rudere, per poi scomparire completamente fino a perderne ogni traccia.